# جون إي. باك
جون إي. باك (بالإنجليزية: John E. Buck)‏ هو فنان أمريكي، ولد في 1946.